# Nagoya kei
Nagoya kei — поджанр visual kei, имеющий корни в ранних 90х на музыкальной сцене Нагои в Японии. Часто предполагается большая мрачность и темность, чем в нормальном kei. На nagoya kei западные (особенно британские) панк-рок-группы повлияли больше, чем на visual kei. Группы стиля nagoya меньше внимания уделяют костюмам и мейкапу в пользу более сложных музыкальных композиций. 
Наиболее известные группы направления: Silver~Rose, Laputa, Merry Go Round, Kein, Lamiel, Phobia, Blast, Gullet, The Studs, Lynch, Deathgaze и другие.